# Oluf Bager
Oluf Nielsen Bager (1521 – 21. september 1602) var en dansk handelsmand.
Han var bosiddende i Odense og tjente under Frederik II's regering en betydelig formue ved udførsel af stude og indførsel af kram og klæde. Under Den Nordiske Syvårskrig var han leverandør til Hæren og stod ofte i store forskud for kongen.
Da han som uadelig var udelukket fra at opkøbe jordegods, anbragte han en ikke ringe del af sin formue i købstadejendomme og smykkede Odense med en række af pragtbygninger, der i en væsentlig grad gav byen præg af storstad. Bagers bygninger var dels af bindingsværk, dels af grundmur, prydede med snitværk, stensirater og indskrifter, alle forsynede med hans bomærke, et opadvendt anker, og i reglen i ny stil ɔ: ikke med gavlen, men med siden mod gaden. Indre pragtfuld udstyrelse svarede til den ydre. Enkelte af hans bygninger, bl.a. Oluf Bagers Mødrene Gård, har holdt sig til nutiden, dog mere eller mindre mærkede af senere tids smag.
Frederik II synes at have yndet Bager, og under et besøg af kongen skal Bager ifølge sagnet – ligesom Anton Fugger i Augsburg 1541 ved kejserens besøg – have fyret i kaminen med kanelbark. På kongens forundringsudbrud skal Bager have svaret med at kaste endnu dyrere brændsel, kgl. gældsbreve på ilden, hvortil Frederik II skal have sagt: "Ole! Ole! se dig for, hvad Enden vil blive".
Efter Frederik II's død (1588) gik det tilbage for Bager, muligvis har han forbygget sig, han nød ikke længere nogen begunstiget særstilling, ligesom han synes at have lidt tab ved søskade, Sagnet lader en heks ødelægge syv skibe for ham på een gang. Da han døde 21. september 1602, var der af hans engang så store formue kun en ubetydelighed tilbage.